# Fritillaire impériale
Fritillaria imperialis
Espèce
La fritillaire impériale (Fritillaria imperialis) encore appelée couronne impériale est une plante herbacée vivace de la famille des Liliacées. Son nom vernaculaire ancien était « larmes de Marie », qui serait la forme christianisée de la plante originaire d'Iran où son nom en persan est ashk-e Siyâvash, « larme de Siyâvash ».
Son ombelle de 4 à 5 fleurs orangées, perchée au sommet de la tige de la plante lui donne un air majestueux que n’a pas la modeste fritillaire pintade, native d’Europe occidentale.
Son aire de distribution d’origine s’étend des régions montagneuses de la Turquie à l’ouest de l’Himalaya. Elle pousse principalement sur les pentes rocailleuses et les steppes montagnardes, entre 1 000 et 3 000 mètres d'altitude.
En dehors de sa zone d’origine, F. imperialis est aujourd’hui cultivée comme plante ornementale dans les jardins, notamment en Europe depuis le XVIe siècle, mais elle n’est pas considérée comme naturalisée dans la plupart des régions où elle est cultivée.

## Nomenclature et étymologie
L’espèce a reçu une description légitime par Carl Linné en 1753 sous le nom de Fritillaria imperialis dans Species Plantarum 1: 303.
Le nom de genre Fritillaria vient du latin fritillum « damier, échiquier », allusion à la coloration en damier du périanthe (sépales + pétales), typique de la Fritillaria meleagris.
L’épithète spécifique imperialis du latin imperialis « d’empereur, impérial ». Avec ses fleurs réunies en verticille, la plante a été comparée à une couronne d’empereur.

## Synonymes
Fritillaria imperialis a 2 synonymes homotypiques
- Imperialis comosa Moench in Methodus: 305 (1794)
- Petilium imperiale (L.) J.St.-Hil. in Expos. Fam. Nat. 1: 120 (1805)

## Aire de distribution

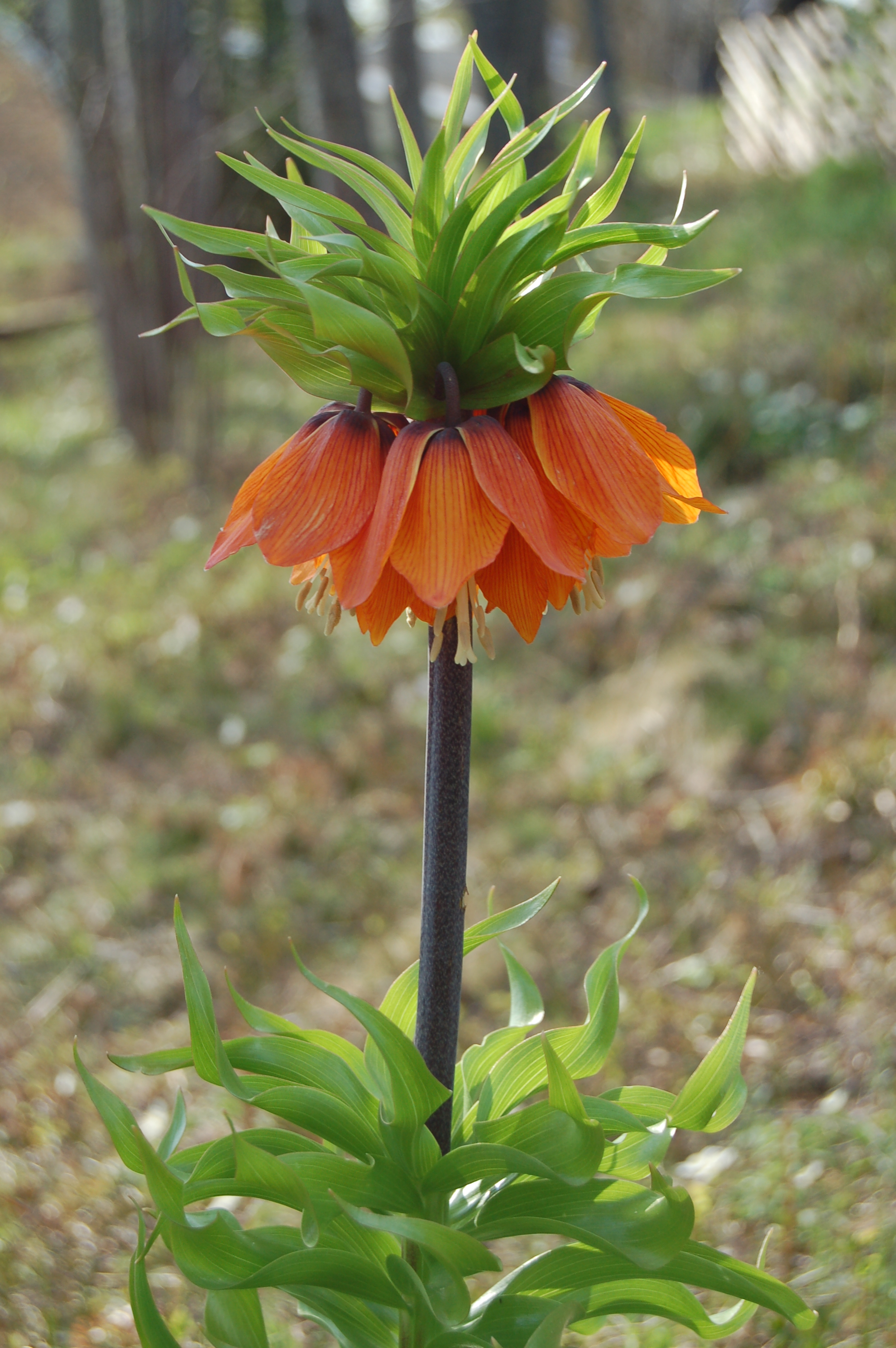
Fritillaria imperialis (variété sauvage).

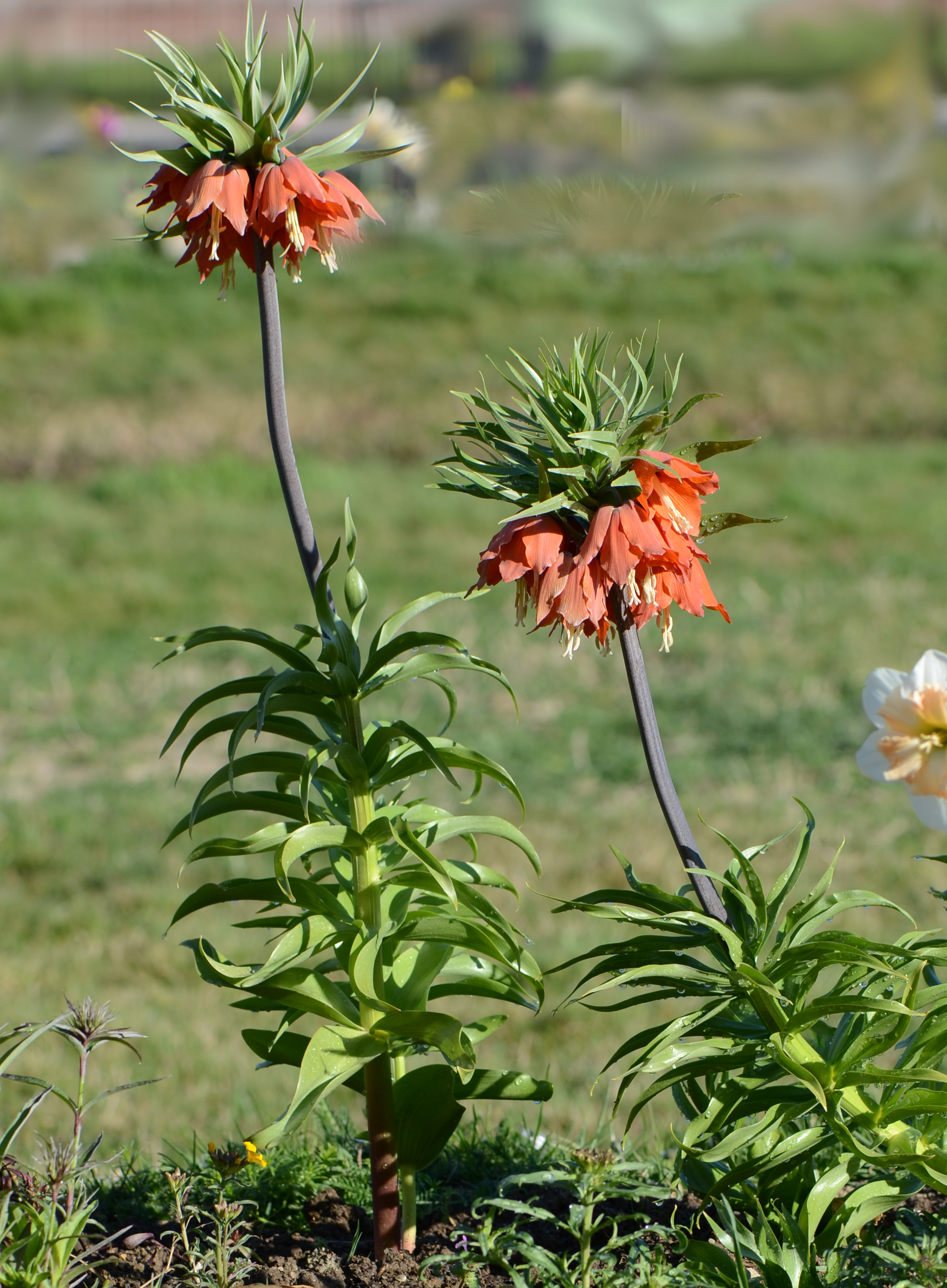
Fritillaria imperialis cultivars

Selon POWO,, l’aire de répartition naturelle de cette espèce s’étend de la Turquie à l’ouest de l’Himalaya. Elle est originaire de la Turquie (Anatolie), l’Irak du Nord, l’Iran (plateau occidental), l’Afghanistan, le Pakistan du nord-ouest, et l’Himalaya occidental (Cachemire). Elle est notamment présente sur les hauteurs des monts Zagros et ses alentours en Iran.
Elle a été introduite en Allemagne, Autriche, Bulgarie où elle s’est installée de manière apparemment stable.
Elle pousse principalement dans les régions montagneuses, entre 1 000 et 3 000 mètres d'altitude, sur les pentes rocheuses, dans les clairières forestières ouvertes ou les prairies alpines.

## Description

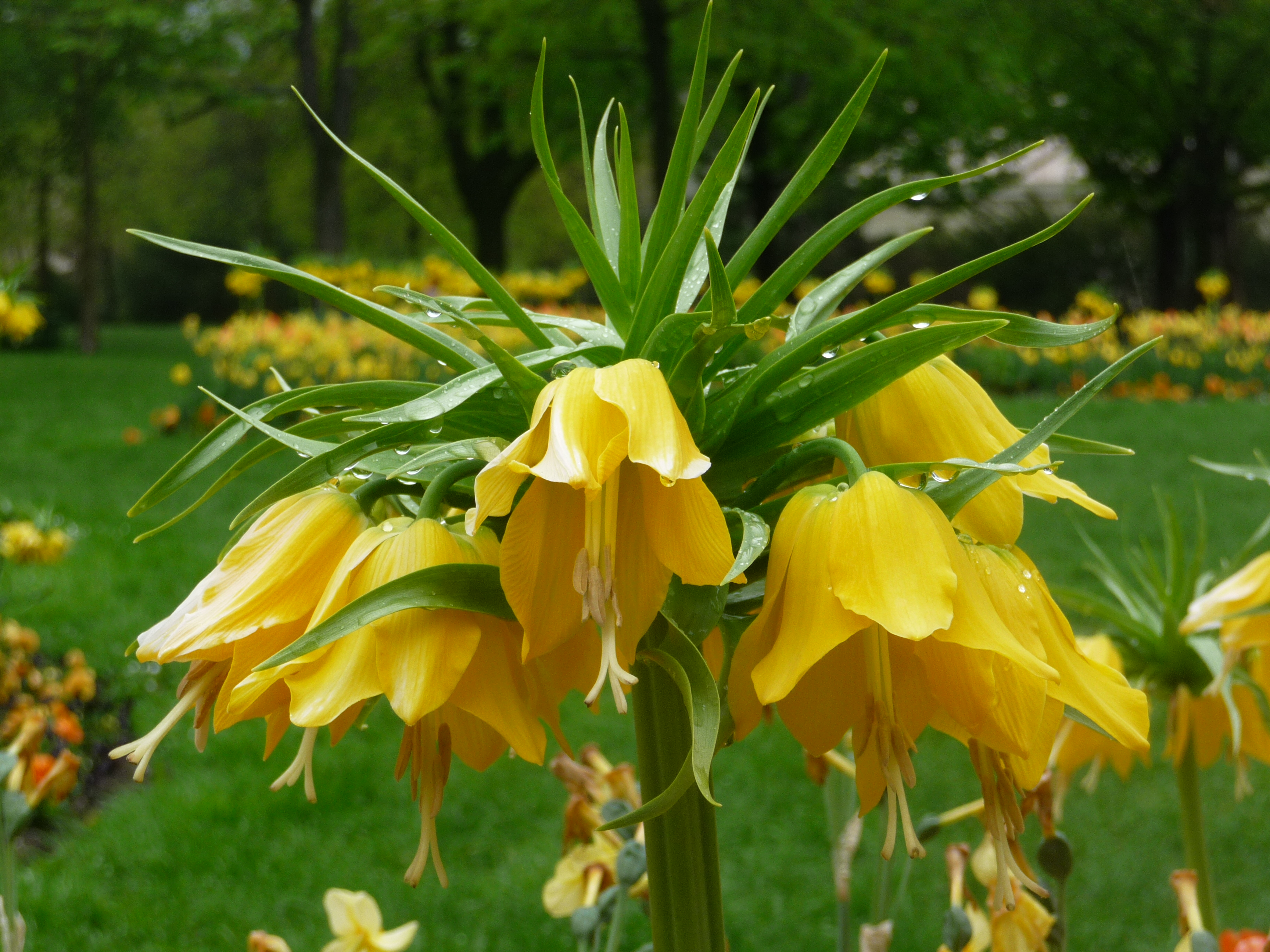
inflorescence d'une variété cultivée de couronne impériale (cultivar lutea)

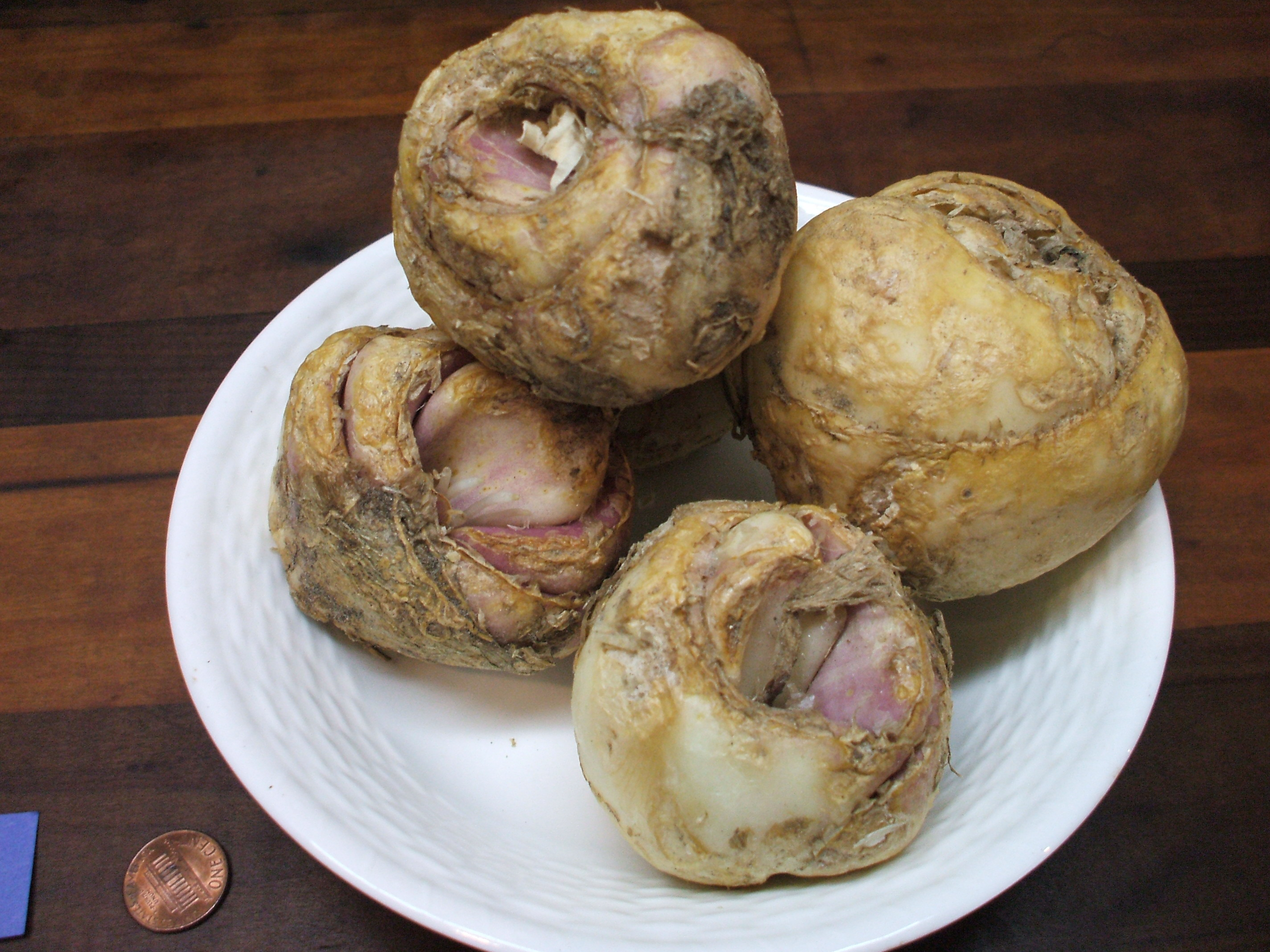
Bulbe de fritillaire impériale

Les fritillaires impériales sont des plantes vivaces bulbeuses à longue tige ; c’est une plante géophyte dont le feuillage jaunit et disparaît complètement après la floraison, entrant en dormance estivale. Le bulbe ovoïde, de 4-5-(8) cm de diamètre, est muni d’écailles à marges scarieuses, les internes charnues, les externes coriaces.
La tige dressée, robuste de 40 à 100 cm de hauteur et de 1 à 2,5 cm de diamètre, comporte dans sa partie inférieure 3 à 4 verticilles de feuilles (et plus pour les formes cultivées).
Les feuilles sont disposées en verticilles rapprochés le long de la tige, à 4 à 8 feuilles par verticille. Elles sont lancéolées, acuminées de 10 à 20 cm de long, glabres de couleur vert vif.
L'inflorescence est une ombelle terminale, portée par un axe mauve, robuste, dans le prolongement de la tige principale verdâtre. Cette ombelle porte de 4 à 5 fleurs pendantes, campanulées, surmontée d'une houppe de bractées constituant la « couronne » (d'où le nom vernaculaire de la plante « couronne impériale »). La variété sauvage possède des fleurs orangées à rouge, alors que les couleurs des variétés cultivées varient du rouge écarlate au jaune. La fleur est composée de 6 tépales libres, pétaloïdes, de couleur orange à rouge orangé, parfois jaune pour certaines variétés. Chacun des six tépales porte à sa base, une petite tache. Il s'agit de nectaires sécrétant des gouttes de nectar. Les étamines sont au nombre de 6, à filet court et anthère allongée, jaune.
Le fruit est une capsule triloculaire, dressée, contenant de nombreuses graines plates et ailées.
La forme sauvage de Fritillaria imperialis, telle qu’on la trouve en Iran, Turquie ou Afghanistan, dégage une odeur forte et désagréable, souvent comparée à celle du renard, de l’ail ou du chien mouillé. Cette odeur de renard, jugée désagréable par certaines personne, est causée par un seul composant terpénique sulfureux identifié comme étant le 3-méthyl-2-butène-1-thiol. Ce composé possède des molécules similaires dans l’ail ou l’oignon. Cette odeur jouerait un rôle écologique défensif contre les herbivores (campagnols, cervidés…). En revanche, les cultivars modernes sélectionnés pour l'horticulture (comme 'Lutea', 'Rubra Maxima', 'Aurora'), ont une odeur fortement atténuée voire absente.
Dans l'hémisphère nord, la floraison a lieu aux mois d'avril et de mai.
Le bulbe contient des alcaloïdes toxiques, notamment de l'impérialine.
Au XVIIe siècle, cette fleur faisait l'objet de compétitions acharnées entre collectionneurs, tous cherchant à multiplier le nombre des fleurs ou celui des étages de clochettes.

## Phytonymie

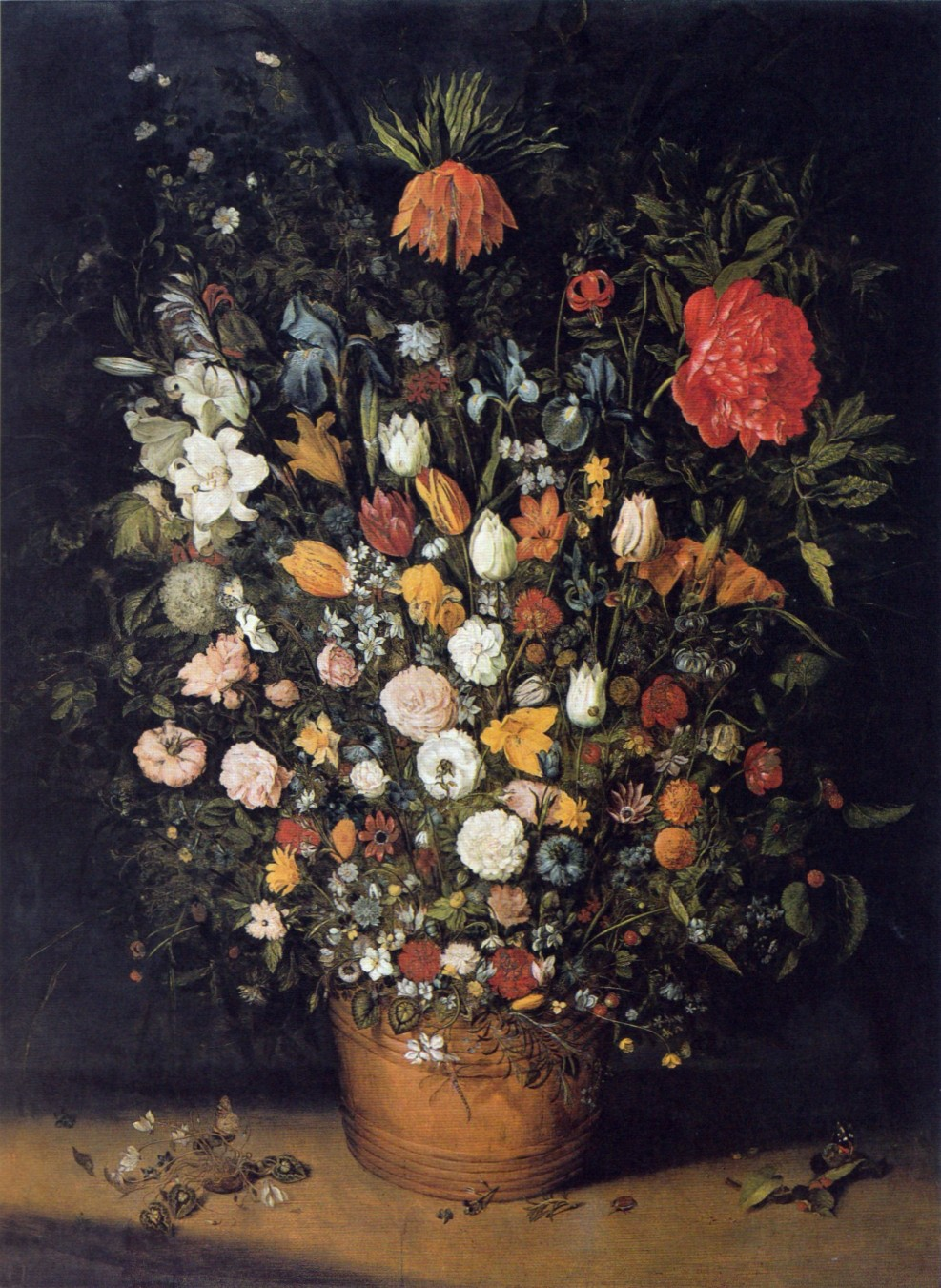
Fritillaire impériale représentée (au centre de la composition) dans le Grand Bouquet de Jan Brueghel l'Ancien (1603)

Elle fut découverte pour la première fois en France en 1572 par Noël Caperon, un pharmacien d'Orléans qui la récolta au bord du Loiret et l'adressa au botaniste français Charles de l'Écluse.
Le phytonyme persan tâj-e xosrow (« couronne impériale ») est issu de bractées qui recouvrissent les fleurs. Elle est également connue sous le nom vernaculaire ašk-e maryam (« larmes de Marie »), inspiré de nectar que produit la plante lors de sa floraison. Les lors dans les provinces des Tchaharmahal-et-Bakhtiari et Kohguilouyeh-et-Bouyer-Ahmad, où se trouve un grand part de la distribution de la fritillaire impériale, l'appelle Gel-e Begeriv qui signifie « fleur pleureuse ».

## Menaces et conservation
Les variétés sauvages de la fritillaire impériale en Iran sont menacées en raison de ramassages excessifs et changements d'utilisation des sols faute de loi sur la protection. Les changements environnementaux et les pesticides sont d'autres menaces pour elle.

## Utilisations

### Horticulture

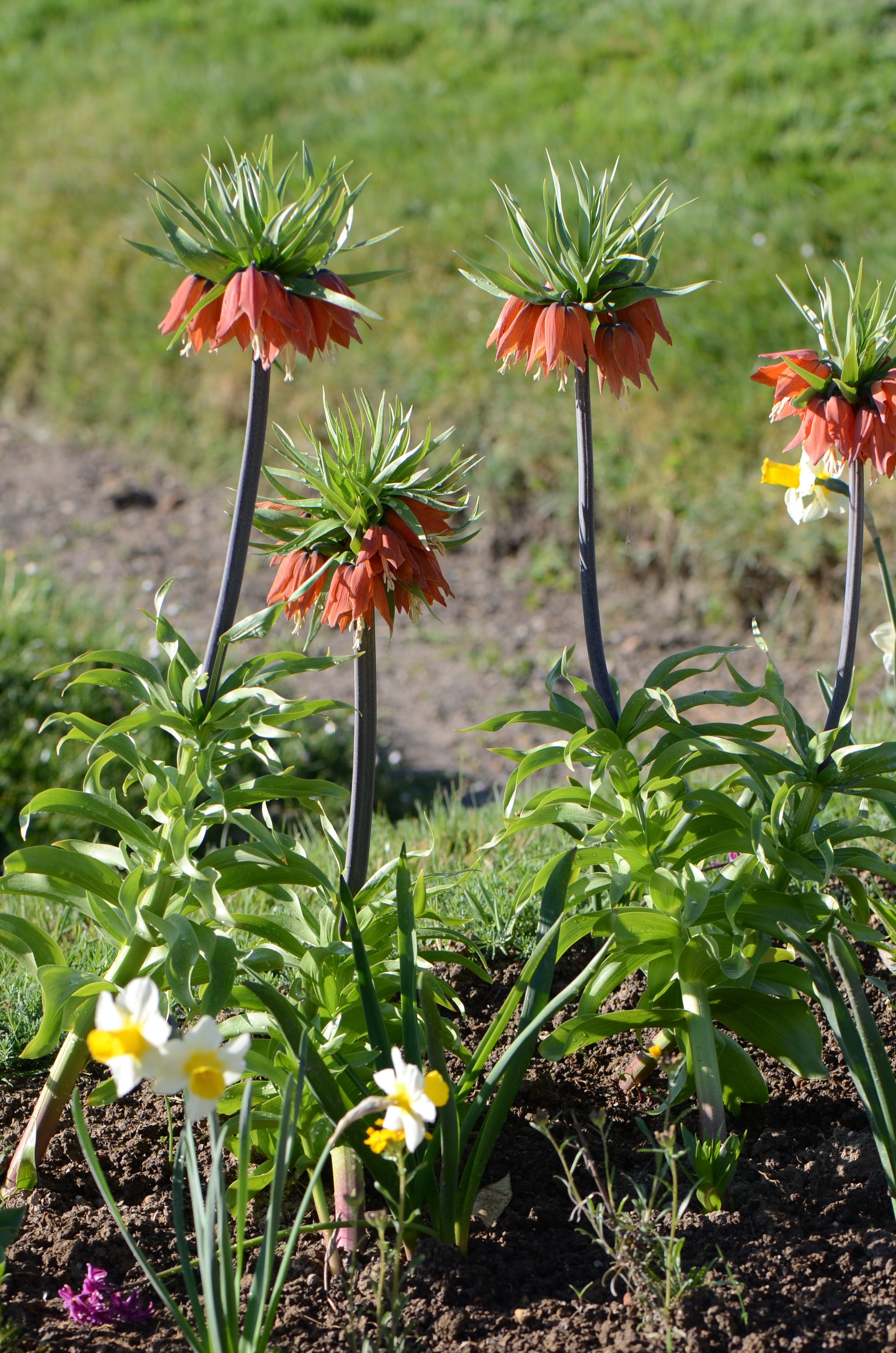
Fritillaria imperialis, Jardin des plantes, Paris

La fritillaire impériale est aujourd’hui largement cultivée comme plante ornementale dans les jardins, notamment en Europe depuis le XVIe siècle, mais elle n’est pas considérée comme naturalisée dans la plupart des régions où elle est cultivée.
Elle fut introduite dans les jardins d’ornement  pour ses grandes fleurs en clochettes pendantes, aux couleurs vives (orange, rouge, jaune) et son allure majestueuse. Elle a été aussi introduite dans les jardins princiers et botaniques (notamment à Florence, Vienne, Versailles…).

### Médecine traditionnelle
Les bulbes frais sont toxiques mais comestibles après cuisson. Ils contiennent des alcaloïdes stéroïdiens, utilisés comme analgésique, expectorant et dans le traitement de la fièvre et des tumeurs.
Le bulbe est parfois aussi utilisé dans les préparations locales contre la toux, les maux de gorge ou comme analgésique.

### Symboliques

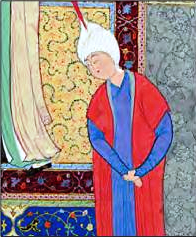
Siyavash

En Iran, elle est généralement appelée Ashk-e Siyâvash (اشک سیاوش) – « les larmes de Siyâvash ». Ce nom fait référence à Siyâvash, un prince tragique du Shâhnâmeh, l’épopée nationale persane écrite par le poète Ferdowsi (940-1020).
Selon la tradition, ces fleurs seraient nées des larmes versées sur la tombe de Siyâvash, injustement exécuté après avoir été trahi. La posture inclinée des fleurs et les gouttelettes visibles à la base des tépales sont interprétées comme des marques de deuil éternel. Cette symbolique a fait de la couronne impériale un emblème de tristesse, d’innocence sacrifiée et de fidélité, notamment dans la poésie et les cultures populaires des régions kurdes et persanes. Ce récit légendaire a aussi contribué à la protection spontanée de l’espèce dans certaines régions montagnardes d’Iran, où les populations locales évitent de cueillir les fleurs par respect pour la mémoire du héros.
L’appellation Ashk-e Maryam « Larmes de Marie » existe aussi, mais elle est moins courante que pour F. imperialis en Iran.